# Magdalena Zeger
Magdalena Zeger (1491 – Kolding, 16 gennaio 1568) è stata un'astronoma e astrologa tedesca. Compilatrice di almanacchi, ne sono sopravvissuti un paio relativi agli anni 1561 e 1563 per la città di Amburgo. Rappresentano le prime pubblicazioni indipendenti di una donna nel campo dell'astronomia e, per questo motivo, la Zeger può anche essere considerata tra le prime ad aver pubblicato scritti nel campo delle scienze naturali in genere.

## Biografia
L'anno di nascita è stato dedotto dal suo epitaffio a Kolding dal quale risulta avesse 77 anni al momento della sua morte. Nulla si conosce riguardo luogo e famiglia d'origine e le uniche informazioni relative alla sua vita sono strettamente connesse a quelle del marito Thomas Zeger, originario del Ducato di Kleve. Medico e uomo di scienza, divenne professore di matematica alla neonata Università di Marburgo. A partire dal 1530 iniziò a scrivere almanacchi trasmettendo, con molta probabilità, le sue conoscenze in campo astronomico alla moglie. Nel 1531 divenne fisico ad Amburgo, dove lavorò fino al 1537. Rimase poi a Husum per un breve periodo prima di essere nominato professore di medicina all'Università di Copenaghen nel 1538. Lasciò la città danese nel 1539 quando divenne medico personale del duca Enrico V di Meclemburgo, ma vi ritornò quando venne nominato medico personale di Cristiano III di Danimarca nel 1542. Vi morì nel 1544.
Qualche tempo dopo la morte del marito, Magdalena Zeger si trasferì a Kolding, forse al seguito della regina Dorotea di Sassonia-Lauenburg, che viveva col marito Cristiano III. Il castello di Koldinghus fu trasformato in un appartamento reale e dopo la morte del re nel 1559 vi ebbe residenza la vedova. Qui Zeger scrisse almanacchi e previsioni che vennero stampati da Johann Wickradt il giovane. Rappresentano le prime stampe di calendari conosciute ad essere state pubblicate ad Amburgo. Sebbene in alcuni testi venga affermato che abbia anche redatto almanacchi per la Danimarca per diversi anni, questi non sono giunti sino a noi.
Ebbe un figlio, Thomas Zeger il giovane.